# Alfredo Vaz Pinto
Alfredo de Queirós Ribeiro Vaz Pinto (Arouca, 5 de setembro de 1905 — Cascais, 26 de julho de 1976) foi um engenheiro electrotécnico e administrador de empresas que, entre outras funções de relevo, foi Ministro de Estado Adjunto do Presidente do Conselho no 3.º governo do Estado Novo, exercendo essas funções de 27 de setembro de 1968 a 15 de janeiro de 1970.

## Biografia
Nasceu na Casa do Burgo, em Arouca, filho de Alfredo de Melo Vaz Pinto e de Maria Cláudia Sotomaior e Vasconcelos.
Vaz Pinto era licenciado em engenharia eletrotécnica pela Faculdade de Engenharia da Universidade do Porto. No ano de 1937 foi nomeado administrador-delegado da Companhia Portuguesa Rádio Marconi. Em 1959 foi nomeado presidente do conselho de administração da TAP, cargo que exerceu até 1973.
No período de 1968-1970 exerceu funções de Ministro de Estado Adjunto do Presidente do Conselho. Foi ainda inspetor do Ministério do Comércio e Indústria e presidente da Junta de Turismo da Costa do Sol.
Foi agraciado com o grau de grande oficial da Ordem do Mérito Agrícola e Industrial em 1964 e grande oficial da Ordem do Infante D. Henrique em 1967. O seu nme integra a toponimia de Cascais, onde residiu, e de Arouca, onde nasceu.